# Oxacis trimaculata
Oxacis trimaculata là một loài bọ cánh cứng trong họ Oedemeridae. Loài này được Champion mô tả khoa học năm 1890.